# Zbigniew Eysmont
Zbigniew Antoni Eysmont (* 4. Dezember 1949 in Warschau; † 3. März 2025) war ein polnischer Politiker (PPPP, BBWR, SKL, AWS, PO). Von 1991 bis 1993 und 2000 bis 2001 gehörte er in der I. und III. Wahlperiode dem Sejm an. Er war 1992/93 Minister ohne Geschäftsbereich in der Regierung von Hanna Suchocka.

## Leben und Beruf
Zbigniew Antoni Eysmont absolvierte ein Studium des visuellen Designs an der Akademie der Bildenden Künste Warschau, das er 1974 abschloss. Nach seiner politischen Karriere eröffnete er ein Restaurant.

## Politik
Bei der ersten freien Parlamentswahl 1991 zog er über die Liste der Polska Partia Przyjaciół Piwa (PPPP) als Abgeordneter in den Sejm ein. Er gehörte der Faktion Duże Piwo/Großes Bier der PPPP an. Gemeinsam mit acht weiteren PPPP-Mitgliedern beteiligte er sich 1992 an der Fraktion Polski Program Liberalny, die von Abgeordneten des Kongres Liberalno-Demokratyczny dominiert wurde. 1992 wurde er Minister ohne Geschäftsbereich in der Regierung von Hanna Suchocka, in der er für die Förderung des Unternehmertums zuständig war. Bei der Parlamentswahl 1993 kandidierte er auf der Liste des Bezpartyjny Blok Wspierania Reform, wurde jedoch nicht gewählt. Bei der Parlamentswahl 1997 kandidierte er für die Stronnictwo Konserwatywno-Ludowe auf der Liste des Wahlbündnisses Akcja Wyborcza Solidarność (AWS), verpasste aber zunächst erneut ein Mandat. Dafür wurde er bei den Selbstverwaltungswahlen 1998 für die AWS in den Sejmik der neugeschaffenen Woiwodschaft Masowien gewählt. 2000 rückte er dann für den verstorbenen Kulturminister Andrzej Zakrzewski in den Sejm nach. Bei der Parlamentswahl 2001 bewarb er sich für die Platforma Obywatelska erneut um ein Sejmmandat, scheiterte aber. Mit dem Ausscheiden aus dem Woiwodschaftssejmik 2002 zog er sich aus der Politik zurück.